# 蒙自北站
蒙自北站，位于中华人民共和国云南省红河哈尼族彝族自治州蒙自市雨过铺街道，是玉蒙铁路、蒙河铁路上的火车站，于2013年4月28日启用营运，昆明铁路局管辖。2019年7月10日，蒙自北站正式停止办理客运业务，仅保留货运业务。

## 車站周邊
- 雨过铺站
- 华意酒店
- 鑫锁酒店
- 蒙自县雨过铺镇卫生院
- 蒙自县雨过铺市场
- 雨过铺客运站

## 歷史
- 2013年4月28日通车启用。[5][6]
- 2019年7月10日停办客运业务。

## 停办客运
作为玉蒙铁路和蒙河铁路的重要节点，蒙自北站的客运业务开通仅六年后便因蒙自站启用而停办，2019年7月6日车站发布公告称，“蒙自北站原功能设计定位为货运站，但开通初期，蒙自地区无铁路客运站，蒙自北站临时兼顾办理客运业务。因蒙自站（客运站）己开通使用，且蒙自站客运服务设施设备齐全、完善，交通便利，能够更好更优质地服务旅客，也能满足区域广大旅客的出行需要。”

## 外部連結
- 中国铁路客户服务中心 （页面存档备份，存于）